# Melaleuca dempta
Melaleuca dempta là một loài thực vật có hoa trong Họ Đào kim nương. Loài này được (Barlow) Craven mô tả khoa học đầu tiên năm 1999.